# Bufo
Bufo Garsault, 1764 è un genere eurasiatico di anfibi anuri, appartenente alla famiglia Bufonidae, noti nell'insieme col nome comune di rospi, sebbene vada sottolineato che, in italiano, si possono indicare con tale nome anche specie appartenenti ad altre famiglie, quali Alytidi, Ceratophryidae e Pipidi.

## Descrizione
Le specie appartenenti a questo taxon presentano di regola pelle verrucosa, grandi ghiandole parotoidi situate posteriormente agli occhi, e pupille orizzontali. La colorazione è tendenzialmente giallo-grigiastra oppure bruno-verdastra, priva di un vero e proprio disegno, ma può variare con le stagioni, con il sesso e con l'età. Le zampe posteriori sono corte e tozze, mentre il muso appare appiattito. Nei maschi, di solito un po' più piccoli delle compagne, durante il periodo dell'accoppiamento si può apprezzare la formazione di cuscinetti nuziali scuri sulle tre dita interne delle zampe anteriori.

## Biologia

### Alimentazione
La dieta è carnivora e comprende animali di piccola taglia, quali insetti, gasteropodi, elminti, ma talvolta anche piccoli vertebrati.

### Comportamento
Si tratta di specie soprattutto notturne e terragnole. I maschi effettuano richiami in coro durante la notte. Durante l'accoppiamento, la femmina (che di regola è muta) viene afferrata appena dietro le zampe anteriori.
In alcune specie, in caso di aggressione, le grandi ghiandole paratoidi possono secernere una miscela di sostanze allucinogene, o comunque ulceranti anche per l'uomo, tra cui la 5-metossi-N,N-dimetiltriptamina, la bufotenina, la S-metossi-N-metiltriptamina, la serotonina e la 5-idrossi-N-metiltriptamina.

### Riproduzione
Durante la stagione riproduttiva tendono a raggrupparsi anche in grande numero nei corsi d'acqua a flusso lento e negli stagni. Una sola femmina può produrre anche molte migliaia di uova, che tendono a disporsi in lunghi cordoni che vengono alloggiati lungo il corso d'acqua.

## Distribuzione e habitat
Il genere, per come lo si considera oggi, ha distribuzione prettamente paleartica e orientale, con una maggiore biodiversità nel paleartico orientale, essendo presente dalla Penisola iberica fino al Giappone, in Nordafrica ed in Indocina.
Queste specie abitano zone umide, boschi e foreste a quota anche elevata, in cui siano presenti piccoli specchi d'acqua o rivi a flusso lento.

## Tassonomia

### Sinonimi
Sono stati riportati i seguenti sinonimi:
- Bufavus Portis, 1885 - Atti Accad. Sci. Torino, Cl. Sci. Fis. Mat. Nat., 20: 953 - Specie tipo: Bufavus meneghinii Portis, 1885[6]
- Pegaeus Gistel, 1868 - Die Lurche Europas: 161 - Specie tipo: Rana bufo Linnaeus, 1758[7]
- Phryne Oken, 1816 - Lehrb. Naturgesch., 3(2): 210 - Specie tipo: Bufo vulgaris Laurenti, 1768[8]
- Phryne Fitzinger, 1843 - Syst. Rept.: 32 - Specie tipo: Bufo vulgaris Laurenti, 1768[9]
- Platosphus de l'Isle, 1877 - J. Zool., Paris, 6: 473 - Specie tipo: Platosphus gervaisii de l'Isle, 1877 (originale: Platosphus Gervaisii)[10]
- Torrentophryne Yang, Liu & Rao, 1996 - Zool. Res., Kunming, 17: 353 - Specie tipo: Torrentophryne aspinia Yang, Liu & Rao, 1996[11]

### Specie
Non sono state del tutto chiarite le relazioni filogenetiche che intercorrono tra le diverse specie del genere; i più recenti assetti sistematici hanno elevato allo status di genere quelli che un tempo erano considerati sottogeneri di Bufo (come ad esempio Anaxyrus, Bufotes, Nannophryne o Incilius), lasciando de facto ascritte a pieno titolo al genere Bufo solo un piccolo gruppo di specie a distribuzione paleartica, oltre ad una specie incertae sedis, indicata di seguito.

Le 22 specie attualmente riconosciute sono:
- Bufo ailaoanus Kou, 1984 - Acta Herpetol. Sinica, Chengdu, N.S.,, 3(4): 40 - Locus typicus: Ejia, Contea di Shuangbai, Yunnan, alt. 2.600 m, Cina (endemismo)[15]
- Bufo andrewsi Schmidt, 1925 -  em. Mus. Novit., 175 - Locus typicus: Likiang, Yunnan, alt. 2.600 m, Diffuso in Cina, Vietnam[16]
- Bufo aspinius (Rao and Yang, 1994) - Zool. Res., Kunming, 14: 354 - Locus typicus: Qingko in Taiping, contea di Yangbi, Yunnan, (...), alt. 2.100 m, Cina (endemismo)[17]
- Bufo bankorensis Barbour, 1908 - Bull. Mus. Comp. Zool., 51: 323 - Locus typicus: Bankoro, Taiwan centrale (endemismo)[18]
- Bufo bufo (Linnaeus, 1758) - Syst. Nat., Ed. X, 1: 210 - Locus typicus: "in Europae nemorosis ruderatis umbrosis, imprimis Ucraniae" - Eurasiatico, presente anche in Italia[19]
- Bufo cryptotympanicus Liu and Hu, 1962 - Acta Zool. Sinica, 14 (Supplement): 87, 103 - Locus typicus: "San-men of Hua-ping, Lung-shen-hsien, alt. 870 m, Kwangsi [= Guangxi]", Cina (endemismo)[20]
- Bufo eichwaldi Litvinchuk, Borkin, Skorinov, and Rosanov, 2008 - Russ. J. Herpetol., 15: 35 - Locus typicus: presso un ufficio della riserva naturale di Girkansky ad Azfilial (nelle vicinanze del villaggio di Avrora), 38°39′ N 48°48′ E, Distretto di Lənkəran, Azerbaigian - Diffuso in Azerbaigian e Iran[21]
- Bufo formosus Boulenger, 1883 - Proc. Zool. Soc. London, 1883 - Locus typicus: Yokohama, Giappone (endemismo)[22]
- Bufo gargarizans Cantor, 1842 - Ann. Mag. Nat. Hist., Ser. 1, 9: 483 - Locus typicus: Isola di Chusan (Zhoushan), Mare della Cina orientale, al largo della costa nord-orientale dello Zhejiang, Cina - Diffuso in Cina, Corea, Giappone e Russia[23]
- Bufo luchunnicus (Yang and Rao, 2008) - Amph. Rept. Yunnan: 57 - Locus typicus: monte Huang Lian Shan, Yunnan, Cina, alt. 1.650 m (endemismo)[24]
- Bufo menglianus (Yang, 2008) - Amph. Rept. Yunnan: 58 - Locus typicus: Nafu, Menglian, Yunnan, Cina, alt. 1.620 m (endemismo)[24]
- Bufo minshanicus (Stejneger, 1926) -  J. Washington Acad. Sci., 16: 446 - Locus typicus: Choni sul Tao River, Kansu [= Gansu] Cina, alt. 1.620 m (endemismo)[25]
- Bufo pageoti Bourret, 1937 -  Annexe Bull. Gen. Instr. Publique, Hanoi, 1937: 9 - Locus typicus: Fan-Si-Pan, Provincia di Lao Cai, Vietnam, alt. 2500 m - Diffuso in China e Vietnam[26]
- Bufo praetextatus Boie, 1826 - Isis von Oken, 18: 215 - Locus typicus: "Vitikairu, et Fikikojeru et Nakfudo Japan, Giappone" (endemismo)[27]
- Bufo sachalinensis Nikolskii, 1905 - Mem. Acad. Imp. Sci. St. Petersbourg, Ser. 8, 17: 389 - Locus typicus: "Sachalin" (=Isola di Sakhalin), Russia" - Diffuso in Cina, russia e Corea.[28]
- Bufo spinosus Daudin, 1803 - Hist. Nat. Gen. Part. Rept., 8: 199 - Locus typicus: "in Francia nei paesi di montagna (...) nei dintorni di Brives e di Bordeaux (Francia meridionale) - diffuso tra la Penisola iberica e la Francia, oltre che in Nordafrica[29]
- Bufo stejnegeri Schmidt, 1931 - Copeia, 1931: 94 - Locus typicus: "Songdo (= Kaesŏng), Corea del Nord" - Diffuso in Cina e Corea[30]
- Bufo tibetanus Zarevskij, 1926 - "1925", Annu. Mus. Zool. Acad. Sci. Leningrad, 26: 75 - Locus typicus: "Tibet, altopiano del Kham" (= Tatsienlo [= Kangting], Sichuan e Qinghai, Cina) e "Tibet, Kham, Jeni-tan, riv. Dsa-tshu", Cina (endemismo)[31]
- Bufo torrenticola Matsui, 1976 - Contrib. Biol. Lab. Kyoto Univ., 25: 1 - Locus typicus: "Valle di Shiokara-dani, a 1.400 metri sul Monte Hidegatake, Ohdaigahara, Prefettura di Nara, Honshū, Giappone" (endemismo)[32]
- Bufo tuberculatus Zarevskij, 1926 - "1925", Annu. Mus. Zool. Acad. Sci. Leningrad, 26: 75 - Locus typicus: "Tibet, altopiano del Kham" (attualmente Provincia del Qinghai, Cina), e "monti Ji-us-shan, lago Kuku-nor (= Lago Qinghai)", Xizang, Cina (endemismo)[31]
- Bufo tuberospinius (Yang, Liu, and Rao, 1996) - Zool. Res., Kunming, 17: 356 - Locus typicus: "Dahaoping, Contea di Tengchong, Yunnan, (...) alt. 1.900 m", Cina (endemismo)[33]
- Bufo verrucosissimus (Pallas, 1814 "1831") - Zoograph. Rosso-Asiat. Sist. Omn. Animal. 3: 15 - Locus typicus: Caucaso - Diffuso nel Caucaso russo, in Georgia, in Azerbaigian, in Turchia, con isolate popolazioni in Siria e Libano[34]

### Gruppo "Bufo"
- "Bufo" scorteccii Balletto and Cherchi, 1970 - Boll. Mus. Ist. Biol. Univ. Genova, 38: 34 - Locus typicus: "Mafhaq (Yemen)", 15° 07′ N 43° 54′ E, 1550 m - Trovato solo nel Locus typicus[35]

## Conservazione
La Lista rossa IUCN ha attribuito alle specie di questo genere i seguenti status:
- VU a Bufo eichwaldi
- NT a Bufo cryptotympanicus, Bufo tuberculatus, Bufo verrucosissimus
- LC a Bufo bankorensis, Bufo bufo, Bufo gargarizans, Bufo japonicus, Bufo pentoni, Bufo stejnegeri , Bufo tihamicus, Bufo torrenticola
- DD a Bufo ailaoanus, Bufo aspinius